# إدي ليتل سكاي
إدي ليتل سكاي (بالإنجليزية: Eddie Little Sky)‏ هو ممثل أمريكي، ولد في 15 أغسطس 1926 في محمية باين ريدج الهندية في الولايات المتحدة، وتوفي في 5 سبتمبر 1997 في مقاطعة بنينغتون في الولايات المتحدة.

## روابط خارجية
- إدي ليتل سكاي على موقع IMDb (الإنجليزية)
- إدي ليتل سكاي على موقع قاعدة بيانات الفيلم (الإنجليزية)